# Podnikatelské odbory
Podnikatelské odbory, oficiálním názvem Podnikatelské odbory – Unie podnikatelských a živnostenských spolků, z. s., je samosprávný a dobrovolný svazek členů – spolků sdružujících podnikatele a živnostníky i jednotlivých podnikatelů a živnostníků. Vznikly v prosinci 2016, sídlo spolku je v České Lípě, předsedou výboru je Radomil Bábek.
Hlavním cílem Podnikatelských odborů je hájit podnikatele a živnostníky před nežádoucími či neoprávněným zásahy státu do podnikání. Působí jako stálý člen podvýboru Poslanecké sněmovny PČR pro podnikatelské prostředí. Snaží se změnit elektronickou evidenci tržeb, chtějí veřejnou kontrolu výkonu státní správy, věnují se kontroverzním případům kontrol a ukládání sankcí. Podaly trestní oznámení na Andreje Babiše kvůli jeho výrokům na adresu podnikatelů a živnostníků.

## Členská základna
- v červenci 2018 sdružují podnikatelské odbory 6 spolků, 160 právnických osob a 1060 fyzických osob.[1]
- na konci roku 2018 tvoří členskou základnu 1283 jednotlivců, 187 firem a 7 spolků.[8]
- po masivním nárůstu členské základny v době tzv. "lockdownu" se členská základna rozšířila na 13 355 občanů, 1867 firem a 66 spolků

V tuto chvíli jsou tak Podnikatelské odbory druhým největším podnikatelským spolkem (po Hospodářské komoře ČR).

## Den českých podnikatelů a živnostníků
V roce 2019 vyhlásily Podnikatelské odbory 15. květen Dnem českých podnikatelů a živnostníků. Datum bylo vybráno podle zahájení Zemské výstavy v roce 1891.